# International Tennis Championships 1997 - Qualificazioni doppio
Le qualificazioni del doppio  dell'International Tennis Championships 1997 sono state un torneo di tennis preliminare per accedere alla fase finale della manifestazione. I vincitori dell'ultimo turno sono entrati di diritto nel tabellone principale. In caso di ritiro di uno o più giocatori aventi diritto a questi sono subentrati i lucky loser, ossia i giocatori che hanno perso nell'ultimo turno ma che avevano una classifica più alta rispetto agli altri partecipanti che avevano comunque perso nel turno finale.
Le qualificazioni del doppio del torneo International Tennis Championships 1997 prevedevano 3 coppie partecipanti di cui una è entrata nel tabellone principale.

## Teste di serie
1. Chad Clark /  Trey Phillips (Qualificati)

1. Sargis Sargsian /  Michael Sell (ultimo turno)

## Qualificati
1. Chad Clark  /   Trey Phillips

## Tabellone

### Legenda
| - Q = Qualificato - WC = Wild card - LL = Lucky loser | - ALT = Alternate - SE = Special Exempt - PR = Protected Ranking | - w/o = Walkover - r = Ritirato - d = Squalificato |

|  | Primo turno | Primo turno                  | Primo turno                  | Primo turno | Primo turno |  |  | Ultimo turno | Ultimo turno                 | Ultimo turno | Ultimo turno | Ultimo turno |  |
|  |             |                              |                              |             |             |  |  |              |                              |              |              |              |  |
|  |             |                              |                              |             |             |  |  |              |                              |              |              |              |  |
|  |             |                              |                              |             |             |  |  | 2            | Sargis Sargsian Michael Sell | 3            | 6            | 3            |  |
|  | 2           | Sargis Sargsian Michael Sell | Sargis Sargsian Michael Sell | 6           | 6           |  |  | 1            | Chad Clark Trey Phillips     | 6            | 3            | 6            |  |
|  |             | Alexander Hur Kyle Porter    | Alexander Hur Kyle Porter    | 1           | 2           |  |  |              |                              |              |              |              |  |